# 施內貝格山 (薩爾斯堡板岩阿爾卑斯山脈)
47°22′12″N 13°04′29″E / 47.37°N 13.07472°E

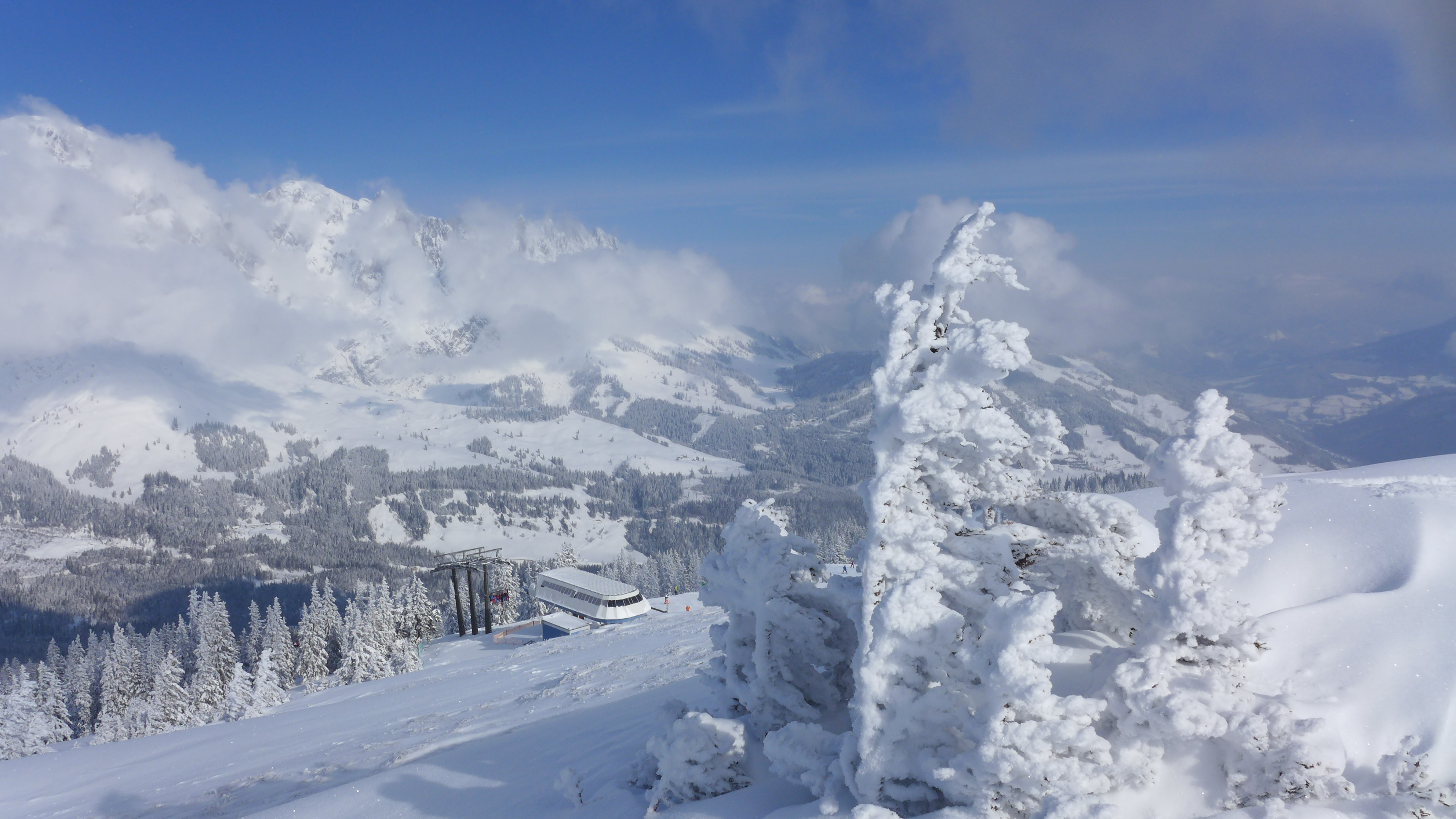

施內貝格山（德語：Schneeberg），是奧地利的山峰，位於該國中部，由薩爾茨堡州負責管轄，屬於薩爾斯堡板岩阿爾卑斯山脈的一部分，處於上柯尼希山麓米爾巴赫以西，海拔高度1,938米。